# San Diego Padres

Cap Logo

San Diego Padres is een Amerikaanse honkbalclub uit San Diego, Californië. De club is in 1969 opgericht.
De Padres spelen hun wedstrijden in de Major League Baseball. Ze komen uit in de Western Division van de National League. Het stadion van de Padres heet Petco Park. Ze hebben nog nooit de World Series gewonnen.

## Erelijst
- Runners-up World Series (2×): 1984, 1998
- Winnaar National League (2×): 1984, 1998
- Winnaar National League West (5×): 1984, 1996, 1998, 2005, 2006
- Winnaar National League Wild Card (van 1994 t/m heden) (2×): 2020, 2022
- National League Wild Card Series (2020 en sinds 2022) (2×): 2020, 2022